# مومنتوم پیکچرز

مومنتوم پیکچرز

مومنتوم پیکچرز (به انگلیسی: Momentum Pictures) توزیع کننده فیلم که توسط انترتینمنت وان اداره می‌شود.
از جمله فیم‌های موفقی که توسط مومنتوم پیکچرز توزیع شده فیلم‌های سخنرانی پادشاه،  سرنوشت شگفت‌انگیز املی پولن،  درخشش ابدی یک ذهن پاک،  گمشده در ترجمه و ویکتوریای جوان می‌باشد.